# State Intelligence Services
Der State Intelligence Services (SIS) ist der Nachrichtendienst des westafrikanischen Staats Gambia. Bis zum Regierungswechsel 2017 war die Behörde unter dem Namen National Intelligence Agency (NIA) bekannt.

## Geschichte

### National Intelligence Agency
Der NIA, der 1995 eingerichtet wurde, untersteht dem Innenminister Gambias (englisch Secretary of State for the Interior) und berichtet direkt an den Präsidenten. Der Geheimdienst ist verantwortlich für den Schutz der Staatssicherheit, das Sammeln von Informationen und für verdeckte Untersuchungen. Ab Dezember 2006 war Pa Jallow der Generaldirektor der NIA, er wurde im November 2007 von Malamin Jarju abgelöst.
Nach den Beobachtungen unter anderem von Amnesty International und Reporter ohne Grenzen geht die NIA dabei willkürlich und nur mit eingeschränkter Achtung der Menschenrechte vor und beschränkt die Pressefreiheit erheblich. Besonders Organe der Presse und Medien wurden das Ziel der NIA. Journalisten, Bürgerrechtler und Oppositionelle wurden bedroht und teilweise ohne Anklage eingesperrt.
So soll die NIA Abdoulie Sey, den Chefredakteur des The Independent 2003 festgehalten und der Sender Citizen FM im Februar 1998 von den Behörden geschlossen worden sein, nachdem er einen Bericht über einen Korruptionsverdacht gegen einen hohen Beamten der NIA gesendet habe.

### State Intelligence Services
Mit dem Regierungswechsel 2017, bei dem Yahya Jammeh die Mehrheit bei der Präsidentschaftswahl Dezember 2016 verloren hatte, verkündete der neue Präsident Adama Barrow in einer Pressemitteilung am 1. Februar 2017 die Umbenennung der Behörde in State Intelligence Services. Gleichzeitig kündigte er Reformen an, so dass die SIS nur noch sich nur mit der Erfassung und Analyse befassen soll, um Gambia vor äußeren und inneren Bedrohungen zu schützen. Inhaftierungen, die nicht verfassungskonform sind, sind zu unterlassen. Weiter dürfen sich auf Gambias Straßen keine Fahrzeuge mehr bewegen, die kein amtliches Kennzeichen verfügen.
Als Generaldirektor setzte Barrow Musa Dibba ein, der Yankuba Badjie ablöst. Ab dem 13. Februar 2017 wurde Ousman Sowe zum neuen Generaldirektor eingesetzt. Nach seiner Ernennung zum Minister für Land und regionale Regierung wurde Lamin Jadama am 1. September 2023 sein Nachfolger. Sowe kehrte jedoch zum 15. März 2024 auf den Posten den Generaldirektors zurück.
| Amtszeit                                   | Amtsinhaber                               | Anmerkung                             |
| ------------------------------------------ | ----------------------------------------- | ------------------------------------- |
| National Security Service                  |                                           |                                       |
| ?                                          | Daba Marenah († 2006)                     | Generaldirektor der NSS (1. Amtszeit) |
| ?                                          | Harry Sambou                              | Generaldirektor der NSS (1. Amtszeit) |
| ?                                          | Lamin Bo Badjie (Momodou Lamin Bo Badjie) | Generaldirektor der NSS               |
| ?                                          | Pa Jallow (* um 1945; † 2008)             | Generaldirektor der NSS (1. Amtszeit) |
| Umwandlung in National Intelligence Agency |                                           |                                       |
| 1994 bis 1998                              | Samba D. Bah (1948–2008)                  | Generaldirektor der NIA               |
| 2000 bis 2002                              | Kebba Ceesay (1938–2009)                  | Generaldirektor der NIA               |
| ab 2002                                    | Abdoulie Kujabi                           | Generaldirektor der NIA               |
| ?                                          | Ousman Sowe (* 1972)                      | Generaldirektor der NIA (1. Amtszeit) |
|                                            |                                           |                                       |
| 2003 bis 2006                              | Daba Marenah († 2006)                     | Generaldirektor der NIA (2. Amtszeit) |
| 2006                                       | Harry Sambou                              | Generaldirektor der NIA (2. Amtszeit) |
| 2006                                       | Momodou Hydara (1938–2009)                | Generaldirektor der NIA               |
| 2006 bis 2007                              | Pa Jallow (* um 1945; † 2008)             | Generaldirektor der NIA (2. Amtszeit) |
| ab 2007 bis 2008                           | Malamin Jarju (Malamin Jarjue)            | Generaldirektor der NIA               |
| 2008 bis 2008                              | Benedict Jammeh (1957–2018)               | Generaldirektor der NIA               |
| 2008 bis 2009                              | Modou Lamin Badjie                        | Generaldirektor der NIA               |
| 2009 bis 2012                              | Numo Kujabi (1969–2014)                   | Generaldirektor der NIA               |
| 2012 bis 2013                              | Lamin Saine (* 1947)                      | Generaldirektor der NIA               |
| 2013 bis 2017                              | Yankuba Badjie                            | Generaldirektor der NIA               |
| Umwandlung in State Intelligence Services  |                                           |                                       |
| 2017                                       | Musa Dibba                                | Generaldirektor der SIS               |
| 2017 bis 2023                              | Ousman Sowe (* 1972)                      | Generaldirektor der SIS (2. Amtszeit) |
| 2023 bis 2024                              | Lamin Jadama (* 1963)                     | Generaldirektor der SIS               |
| ab 2024                                    | Ousman Sowe (* 1972)                      | Generaldirektor der SIS (3. Amtszeit) |